# 张季高
张季高（1917年—2007年），男，江苏苏州人，中国农业工程师，农业教育家，曾任沈阳农学院教授。

## 生平
1917年2月18日生于江苏省苏州市。1940年毕业于南京金陵大学，1944年获农学硕士学位。毕业后任四川金堂铭贤农工专科学院助教、成都金陵大学农学院讲师。1945年赴美国爱荷华州立大学攻读农业工程学专业，1947年获农业工程硕士学位。1948年回国后历任南京农学院、上海复旦大学农学院教授；1952年在沈阳农学院创建农业工程系，任系主任、教授，并参与创建辽宁省农业机械化研究所，兼任副所长、所长。1953年加入中国民主同盟。
1975年至1980年，历任辽宁省农业机械化研究所副所长、所长。1979年加入中国共产党。1980年后，任中国农业工程研究设计院副院长、顾问。
2007年1月14日19时20分在北京逝世。

## 社会兼职
曾任中国农业工程学会第一、二届副理事长，第三、四届名誉理事长，中国农学会第三届理事，中国农业机械学会第二届理事。第五至七届全国政协委员，政协第六届全国委员会农业组副组长。

## 出版物
论著有《农业工程学浅说》、《农业工程在我国》、《农业工程学概说》等。